# Рифт моря Лаптєвих
Рифт моря Лаптєвих — дивергентна границя тектонічних плит: Північноамериканської та Євразійської, розташований на узбережжі Північного Льодовитого океану північно-східного Сибіру Росії.

## Розташування
Рифт моря Лаптєвих є продовженням хребта Гаккеля (Серединно-Арктичного хребта) на континентальній корі Сибіру. Рифт починається на континентальному шельфі і продовжує на суші до трійнику, розташованого на хребті Черського, де рух змінюється від дівергенції на стиснення.